# میزونو
میزونو (انگلیسی: Mizuno Corporation) شرکت تجهیزات ورزشی ژاپنی است، که در سال ۱۹۰۶ توسط برادران میزونو تأسیس شد.